# Crotalus pusillus
La serpiente de cascabel morena de Tancítaro (Crotalus pusillus) es un reptil de la familia Viperidae o serpiente de cascabel. El nombre de la especie se deriva del latín pusillus que significa muy pequeño en alusión a la talla de este taxón.

## Clasificación y descripción
Los machos adultos pueden exceder los 50 cm de longitud y las hembras son más pequeñas. El espécimen más largo conocido es de 68,2 cm de longitud total. El color principal de esta especie es gris-café o raramente beige. Duellman (1961) notó que los especímenes que se encuentran en el Cerro de Tancítaro tienden a tener menos manchas dorsales (33-46) que las serpientes de la Sierra de Coalcomán (40-50). Las manchas dorsales están algunas veces bordeadas con negro y estrechamente e irregularmente bordeadas con blanco. La rostral es más ancha que alta. La porción anterior del hocico está cubierta por 4 escamas: 2 internasales y 2 prefrontales.

## Distribución
Esta especie está considerada como endémica de México, se localiza en la porción oeste-centro de México en las tierras altas de la del Eje volcánico Transversal desde el Nevado de colima hasta el centro de Jalisco a través de la sierra de los tarascos hasta cerca de Carápan Michoacán. La distribución altitudinal es de 1525 a 2380 m s. n. m.

## Ambiente
Habita en bosques de pino-encino usualmente en áreas de rocas volcánicas o afloramientos de roca caliza.

## Estado de conservación
A nivel mundial, esta especie se encuentra dentro de la IUCN en la categoría de: en peligro; y en la Norma Oficial Mexicana 059 se encuentra en la categoría Amenazada.